# 煮雪的人
煮雪的人（ジュウシュエ・ディレン、1991年- ）は、台湾の詩人、作家。台湾台北市出身。法政大学大学院人文科学研究科（修士）卒業。2011年に詩誌『好燙詩刊』を創刊。2024年2月、アーチミッション財団が企画した「Arch Lunar Art Archive」に選ばれ、詩作品「月球博物館」が月着陸船「オディシアス」によって月に運ばれ、長期にわたって保存されることになった。現在知られている中で最も早く月面に着陸した中国語の現代詩である。

## 主な受賞歴
- 2012年 - 教育部文芸創作賞（台湾） ‐ 短編小説賞
- 2020年 - 全国優秀青年詩人賞（台湾） ‐ 受賞
- 2021年 - 台北国際ブックフェア大賞 ‐ 入選

## 主な著作

### 単著
- 『小説詩集』 2012年01月 ISBN 9789868796508
- 『掙扎的貝類』 2019年11月 ISBN 9789869818841
- 『讀出一記左勾拳：日本與美國的詩朗讀擂台』 2023年12月 ISBN 9786263746213

### 共著・アンソロジー（日本語）
- 『Masatti Tribe vol.1 -CHAOS-』（山﨑修平編） 2020年7月 ASIN B08D8LQ6W7[9]

### 共著・アンソロジー
- 『衛生紙詩選：多帶一捲衛生紙』（鴻鴻編） 2010年08月 ISBN 9789866359095
- 『三本恕不拆售』 2015年09月 ISBN 9789869218917
- 『沉舟記：消逝的字典』（夏夏編） 2017年10月 ISBN 9789869493840
- 『鏡週刊特刊：帶一本書，去冒險』（林文珮編） 2018年03月
- 『當代極短篇選讀』（陳謙、古嘉編） 2018年9月 ISBN 9789571198187
- 『新世紀新世代詩選』（向陽編） 2022年6月 ISBN 9789864504527